# یواس‌اس نیوول (دی‌ئی-۳۲۲)
یواس‌اس نیوول (دی‌ئی-۳۲۲) (به انگلیسی: USS Newell (DE-322)) یک کشتی بود که طول آن ۳۰۶ فوت (۹۳ متر) بود. این کشتی در سال ۱۹۴۳ ساخته شد.